# Eastern Equatoria
Eastern Equatoria (Østlige Ækvatoria) er en delstat i Sydsudan, med  et areal på 73.472 km2 Hovedstaden er byen Torit. Den 1. oktober 1972 blev staten opdelt i Imatong- og Namorunyang delstaterne, men blev genetableret ved en fredsaftale underskrevet den 22. februar 2020. 
Louis Lobong Lojore har siden 2020 været guvernør i Eastern Equatoria.

## Geografi
Delstaten har landegrænser til Uganda i syd, Kenya i sydøst og Etiopien i nordøst. Indenrigs grænser den op til Central Equatoria i vest og Jonglei i nord. Ilemitrekanten (en) i øst, mellem Eastern Equatoria og Turkanasøen, er eller har været omstridt mellem alle tre tilstødende stater (Sydsudan, Kenya og Etiopien).
Eastern Equatoria er den mest bjergrige stat i Sydsudan. Folk er fuldstændig afhængige af landbrug og husdyrhold. 

## Befolkning
I 2008  havde   delstaten 906.126 indbyggere. Eastern Equatoria  var hjemsted for mange forskellige etniske grupper. Toposa, Jiye/Jie og Nyangathom bor i Kapeota-amterne i den østlige del af området. Didinga, Dodoth og Boya bor i Budi-amtet omkring Chukudum. Længere mod vest er Lopa, Torit og Ikwoto-amterne beboet af Ketebo, Otuho, Mokoyi Lopit, Lango, Pari og Tenetfolket, der bebor en del af lopit-bakkerne, efter at de splittede sig fra Didinga og Murle tidligt i det 19. århundrede, og Lokoya fra Lowoi. Acholi, Madi, Iwire og Ofiriha-folket bor i det vestligste Magwi-amt. 
De fleste indbyggere i det Eastern Equatoria lever af subsistenslandbrug og opdrætter også kvæg, får og geder. Nogle af afgrøderne sælges, mens de fleste forbruges lokalt. Didingabakkerne i Budi amt har rig og frugtbar jord, hvor der  dyrkes tobak, kartofler, majs og dura. 

## Administrativ inddeling
Eastern Equatoria er, ligesom andre stater i Sydsudan, inddelt i amter. Disse blev yderligere opdelt i Payams og derefter Bomas. Hvert amt er ledet af en amtskommissær, valgt af befolkningen i et amt som leder af den lokale regering i amtet.
Amterne var i 2020:
- Budi County
- Ikotos County
- Kapoeta East County
- Kapoeta North County
- Kapoeta South County
- Lafon County
- Magwi County
- Torit County